# Брус (Крёз)
Брус (фр. Brousse, окс. Brossa) — коммуна во Франции, находится в регионе Лимузен. Департамент коммуны — Крёз. Входит в состав кантона Озанс. Округ коммуны — Обюссон.
Код INSEE коммуны — 23034.

## Население
Население коммуны на 2010 год составляло 25 человек.
| 1962 | 1968 | 1975 | 1982 | 1990 | 1999 | 2010 |
| ---- | ---- | ---- | ---- | ---- | ---- | ---- |
| 59   | 47   | 39   | 39   | 32   | 36   | 25   |

## Экономика
В 2010 году среди 16 человек трудоспособного возраста (15—64 лет) 13 были экономически активными, 3 — неактивными (показатель активности — 81,3 %, в 1999 году было 68,4 %). Из 13 активных жителей работали 13 человек (7 мужчин и 6 женщин), безработных не было. Среди 3 неактивных 0 человек были учениками или студентами, 2 — пенсионерами, 1 был неактивным по другим причинам.

## Достопримечательности
- Замок XV века постройки
- Церковь XIII века постройки